# 馬基特威頓
馬基特威頓（英語：Market Weighton，/ˌmɑːrkɪt ˈwiːtən/）是英格蘭的一座小鎮和民政教區，位於東約克郡。據2011年人口普查，馬基特威頓有人口6,429人，比2001年的5,212人增加。